# 約翰斯堡 (明尼蘇達州)
約翰斯堡（英語：Johnsburg）是位於美國明尼蘇達州毛爾縣亞當斯鎮區的一個非建制地區。

## 地理
約翰斯堡所處的海拔為高於海平面383米（即1257英呎），而該地所採用的時區為UTC-6，即北美中部時區（CST）。同時該地設有夏令時間，為UTC-6調快一小時，即UTC-5（CDT）。